# Српско војничко спомен-гробље у Софији
Српско војничко спомен-гробље у Софији једна је од парцела на на софијском гробљу Орландовце, на којој су сахрањени погинули у балканским ратовима од 1912. до 1913. године и помрли у заробљеништву од 1915. до 1918. године у Бугарској. Накнадно, након неуспелог покушај да се изгради костурница у Сливену и Горњем Панчареву, 1936. донета је одлука о пресељењу посмртних остатака српских војника из свих места широм Бугарске на војничко гробље у Софији.

## Историја
Током Првог светског рата, око 40.000 српских ратних заробљеника и интернираца налазило се у заробљеничким депоима/логорима у Бугарској. Након завршетка Првог светског рата, у Бугарској су пописана 5.952 гроба интернираних српских грађана и ратних заробљеника умрлих у бугарском ропству, на више од 38 локација.
После рата Бугарска није поштовала одредбе чланова 116 и 117 Нејског мировног уговора по којем је била дужна да се стара о гробовима српских војника на бугарској територији, нудила је само половична решења. Такође, на хиљаде српских гробова расејаних по унутрашњости Бугарске, посебно војничка гробља у Сливену, Јамболу, Ћустендилу, Старој Загори, Шумену, Великом Трнову, „немаром“ државних органа Краљевине Југославије нису пописани, обележени и сачувани.
Обележени српски гробови данас се у Бугарској могу наћи само у главном граду Софији и на североистоку Бугарске, у граду Добрич у јужној Добруџи.

Српско војничко гробље у Софији ограђено бодљикавом жицом, са великом улазном капијом, и 480 српских гробова обележених дрвеним крстовима на овом месту постоји од 1918. године. Пошто није било чувара, након пет година сасвим је запуштено и више није личило на гробље. О томе говори овај цитат Секретара југословенског посланства у Софији: 
Бугарска сиротиња је зими одвлачила крстаче са гробова, капија је била срушена, жице покидане, а преко гробова су направљене стазе за пролазнике – те је било врло жалосно погледати у каквом се стању налазе гробови оних који су као заробљеници и интернирани помрли.
 Југословенско посланство у Софији је од 1925. године након преписке са Министарством вера Краљевине СХС у Београду обезбедило средстава за обнављање српског ратног гробља а уз помоћ песника и академика Милана Ракића, прикупљени су подаци о покопаним ратницима на гробљу.
У јулу 1926. године Краљевина Југославија одобрила је Посланству у Софији 100.000 динара „за уређење и одржавање наших војничких гробаља у Бугарској“. Израђен је нов план гробља и споменика. 
План је израђен на обичном папиру за цртање у размери 1:100, без датума и имена аутора, на коме је означено 15 врста растиња које треба засадити. На парковском простору засађена су 24 стабла и ниско растиње. Назив плана је на француском: „Plan du parc fait au cemetiere de Sofia pour les Hèros Serbes morts pour la patrie. Сачуван је технички цртеж, на паусу без мера и потписа аутора, који носи назив: Изглед српског гробља и споменика у Софији, са изгледом споменика у Р-1:20, и основом гробља, ограде, споменика и гробнице у Р-1:200
Коначни (данашњи) изглед, Српско војничко гробље у Софији, добило је након изведених радова на гробљу 1927. године. Споменик је свечано откривен на Видовдан, 28. јуна 1928. године, полагањем венаца и одавањем поште палим ратницима.
Од 1937. до 1940. године издвојена су минимална годишња средства у износу од 5.000 или 10.000 динара, којима је војничко гробље у Софији одржавано и уређиван парковски простор око Видовдана када су одаване почасти палима ратницима.
Данас бригу и старање о Српском војничком гробљу у Софији води амбасада Републике Србије у Бугарској.

## Изглед
Српско војничко спомен-гробље у Софији је мањи меморијални комплекс, који се простире на површини од 1.200 м². Са спољне стране ограђено је ниским зидом од камених блокова. На парцели број 65, на улазу у комплекс, на бетонским стубовима који држе гвоздену капију, налазе се две мермерне плоче на српском и бугарском језику које треба да означвају да је ту лоцирано Српско војничко гробље.
Улазна стаза која води до централног дела гробља пружа се све до споменик и гробница. Споменик на овом гробљу подигнут је 1927. године и рад је београдског архитекте Душана Миросављевића. На споменику је уклесано:
„Овде почивају СРПСКИ ХЕРОЈИ погинули 1912 и 1913 г. и помрлим у ропству од 1915 до 1919 г.“
Лево и десно од централног стуба споменика, на мермерним плочама, уписана су имена српских ратника, међу којима и имена четири жене, погинулих или умрлих у бугарском ропству.
Испред споменика налази се велика гробница, квадратне основе 3 м x 4 м, покривена армираном бетонском плочом испод које су смештени посмртни остаци 454 погинула и умрла српска ратника у Бугарској, који су 1918. године били сахрањени на овом гробљу.
Парковски простор, око споменика и гробнице, оплемењен је засађеним стаблима липе и тополе и ниским растињем.